# Agustín Farabundo Martí
Augustín Farabundo Martí Rodríguez (5 mai 1893 – 1er février 1932) est un militant communiste salvadorien, connu pour avoir dirigé un soulèvement révolutionnaire en 1932.

## Biographie
Martí est né à Teotepeque, dans le département de La Libertad, au Salvador. Il étudie à l'école secondaire salésienne de St. Cecilia de Santa Tecla et a suivi des études de droit à l'Université du Salvador.  
En 1920, il participe à des manifestations contre le régime de Jorge Meléndez et doit s’exiler en conséquence de leur répression. Il parcourt différents pays d’Amérique centrale et d'Amérique du Nord durant ses années d'exil. Il revient au Salvador en 1925 où il rejoint l'organisation locale du Secours rouge international (« Croix-Rouge communiste ») mais est rapidement expulsé du pays par le gouvernement. En 1928, alors aux États-Unis, il adhère à la Ligue anti-impérialiste des Amériques et est envoyé en mission au Nicaragua. Il y rencontre le chef rebelle Sandino, qui menait avec ses guérilleros une lutte contre l'occupant américain, et est nommé colonel dans l’armée rebelle.  
Il rentre clandestinement au Salvador où il devient l'un des dirigeants du Parti communiste récemment fondé. En 1932, le général Maximiliano Martinez renverse le gouvernement et instaure une dictature militaire. Un mouvement de résistance principalement constitué de paysans indigènes s'organise, dont Martí, pour son expérience au Nicaragua, compte parmi les meneurs. Pourtant, si les rebelles parviennent initialement à prendre quelques casernes, l'insurrection échoue et la répression fait près de 30 000 victimes. Martí est jugé avec quelques autres rebelles et fusillé. Mais son attitude courageuse pendant le procès, où il tente de retourner les responsabilités politiques vers ses accusateurs et de décharger ses compagnons de leurs responsabilités dans le soulèvement pour leur éviter l'exécution lui vaut une grande réputation posthume.  
Aujourd'hui, son héritage est revendiqué par le Front Farabundo Martí de libération nationale.